# سورگوم دورنگ

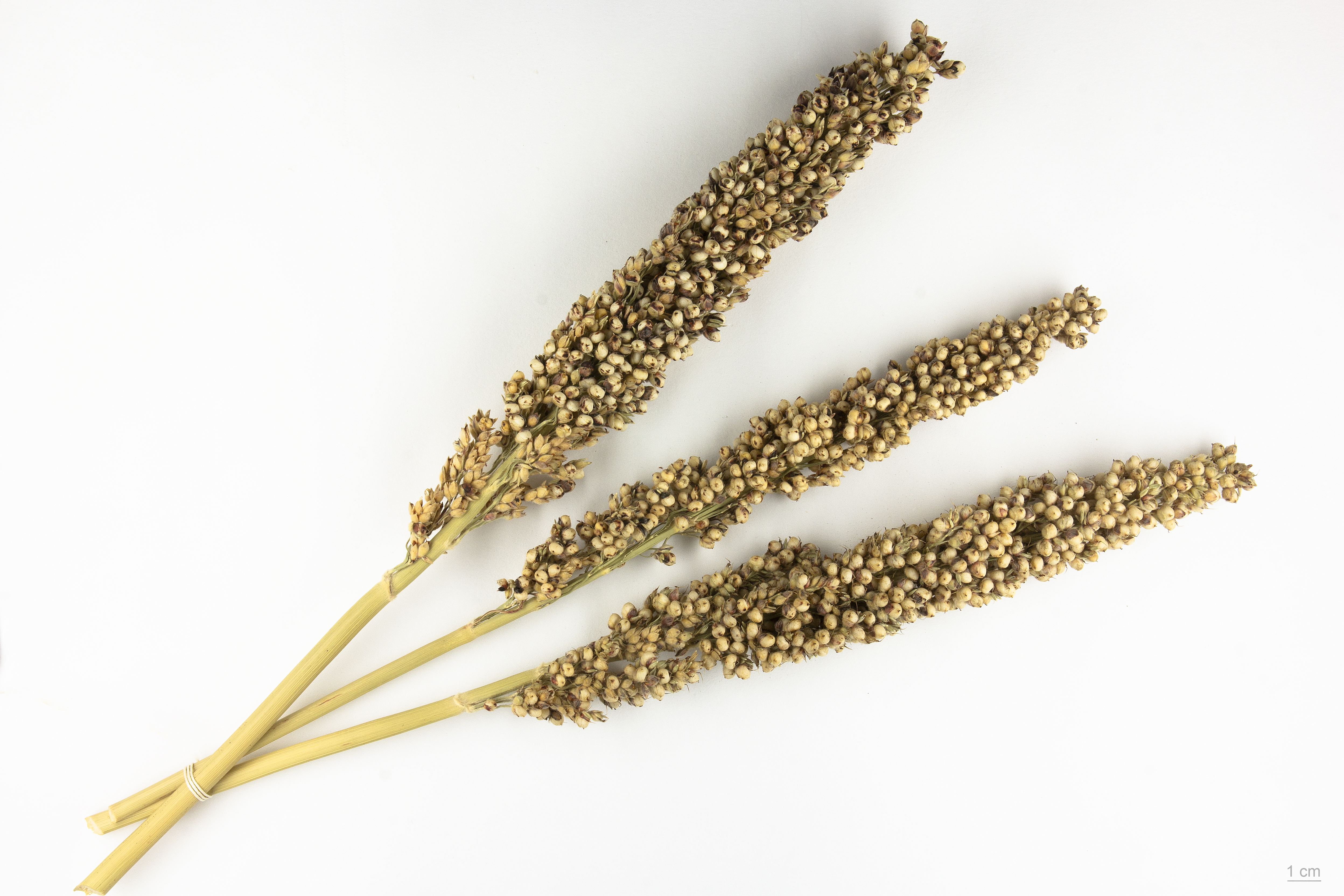
Sorghum bicolor Moderne

ذرت خوشه‌ای دورنگ (به انگلیسی: Sorghum bicolor) گونه‌ای از گیاهان است. سرچشمه این گیاه در شمال آفریقا می‌باشد و در حال حاضر به‌طور گسترده در مناطق گرمسیری و نیمه گرمسیری کشت می‌شود. این گیاه یک ساله می‌باشد ولی در برخی از گونه‌های آن چند ساله نیز به چشم می‌خورد. اندازه این گیاه گاهی به ۴ متر می‌رسد و اندازهٔ دانه آن بین ۳ تا ۴ میلی‌متر است. این گیاه برای استفاده در مواد غذایی ٬علوفه دام‌ها و برای تولید اتانول کشت می‌شود.

### پنج مشخصه گیاه ذرت خوشه‌ای
ذرت خوشه‌ای پنج مشخصه دارد که آن را بدل به یکی از مقاوم‌ترین محصولات کشاورزی در مقابل خشکسالی می‌کند.
1. نسبت سطح ریشه به برگ بسیار بزرگی دارد.
2. در زمان خشک‌سالی برگهای خود را می‌پیچد (لوله می‌کند) تا آب کمتری در اثر ترادمش (تعرق) از دست بدهد.
3. چنانچه خشکسالی طولانی شود، به‌جای خشک شدن به حالت خفتگی می‌رود.
4. برگهای آن با پوستک یا کوتیکول (لایه محافظ مومی) محافظت می‌شود.

۵- در فتوسنتز، از فرایند تثبیت کربن گونه C4 بهره می‌برد؛ بنابراین «یک سوم» گیاهان با تثبیت کربن گونه C3 به آب نیاز دارد.
ذرت خوشه‌ای مهم‌ترین محصول غله جهان را بعد از برنج، گندم، ذرت و جو را تشکیل می‌دهد. استفاده ذرت خوشه‌ای برای دام‌ها محدود می‌باشد؛ زیرا به دلیل وجود پروتئین در ذرت خوشه‌ای هضم آن‌ها برای حیوانات مشکل می‌باشد.

### تولیدکنندگان پیشرو
تولیدکنندگان پیشرو در ذرت خوشه‌ای دورنگ در سال ۲۰۱۱، نیجریه (۱۲٫۶٪)، هند (۱۱٫۲٪)، مکزیک (۱۱٫۲٪) و ایالات متحده (۱۰٫۰٪) می‌باشند.

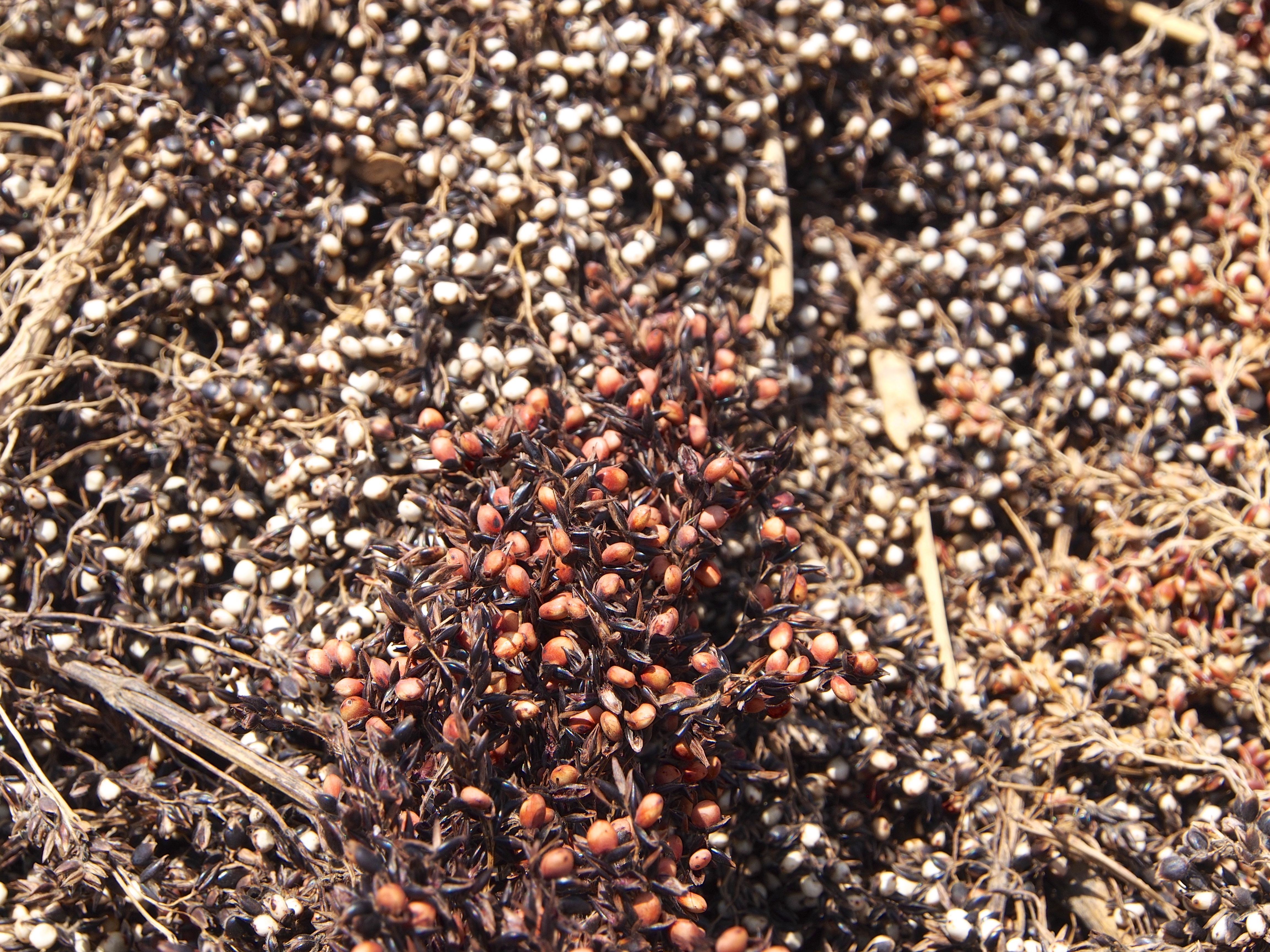
رنگ قرمز در ذرت خوشه‌ای سفید